# Сидоренко, Владимир Романович
Владимир Романович Сидоренко (род. 25 декабря 1948, Невельский район, Великолукская область, РСФСР, СССР) — российский политический деятель. Член Совета Федерации Федерального Собрания Российской Федерации от Псковской области.

## Биография
Окончил Великолукский педагогический институт по специальности «учитель физики и математики», Великолукский сельскохозяйственный институт по специальности «ученый-агроном». Кандидат экономических наук.
В октябре 1996 г. баллотировался на пост главы Администрации Псковской области, по результатам голосования занял третье место среди семи кандидатов (набрав 14,93 %).

### Совет Федерации
Депутат Совета Федерации Федерального Собрания Российской Федерации первого созыва от Псковской области с января 1994 по январь 1996, избран 12 дек. 1993 по Псковскому двухмандатному избирательному округу № 60.
С февр. 1994 — член Комитета СФ по аграрной политике, с янв. 1994 — член Мандатной комиссии СФ.